# Parque regional del Curso medio del río Guadarrama y su entorno
El parque regional del Curso medio del río Guadarrama y su entorno es un espacio natural protegido de la Comunidad de Madrid (España), situado en la zona oeste de la región. Ocupa una superficie de 22 116 hectáreas y se extiende, siguiendo la vertical norte-sur, desde el término municipal de Galapagar (a la altura del embalse de Las Nieves) hasta el de Batres, en el límite con la provincia de Toledo.
Se configura como una larga y estrecha franja, alrededor de las riberas del río Guadarrama, de unos 50 km de longitud. En su parte septentrional, la franja se amplía, para integrar parte del curso del río Aulencia, principal afluente del Guadarrama. El embalse de Valmayor, formado por el Aulencia, también se encuentra incluido dentro de este espacio natural.
En su tramo norte, el Parque se asienta sobre formaciones graníticas, que dejan paso, en las zonas centrales y meridionales, a llanuras detríticas. Estas dos unidades geomorfológicas dan lugar a cinco ecosistemas principales: los sotos y riberas, los encinares, los matorrales y pastizales, los pinos y los cultivos de secano.
El Parque Regional protege aproximadamente el 38% del curso del Guadarrama, cuya longitud total es de 131,8 km. La presión demográfica, derivada de la existencia de numerosas urbanizaciones en las inmediaciones, algunas al borde mismo del cauce del río, constituye la principal amenaza de este espacio natural protegido.

## Marco legal

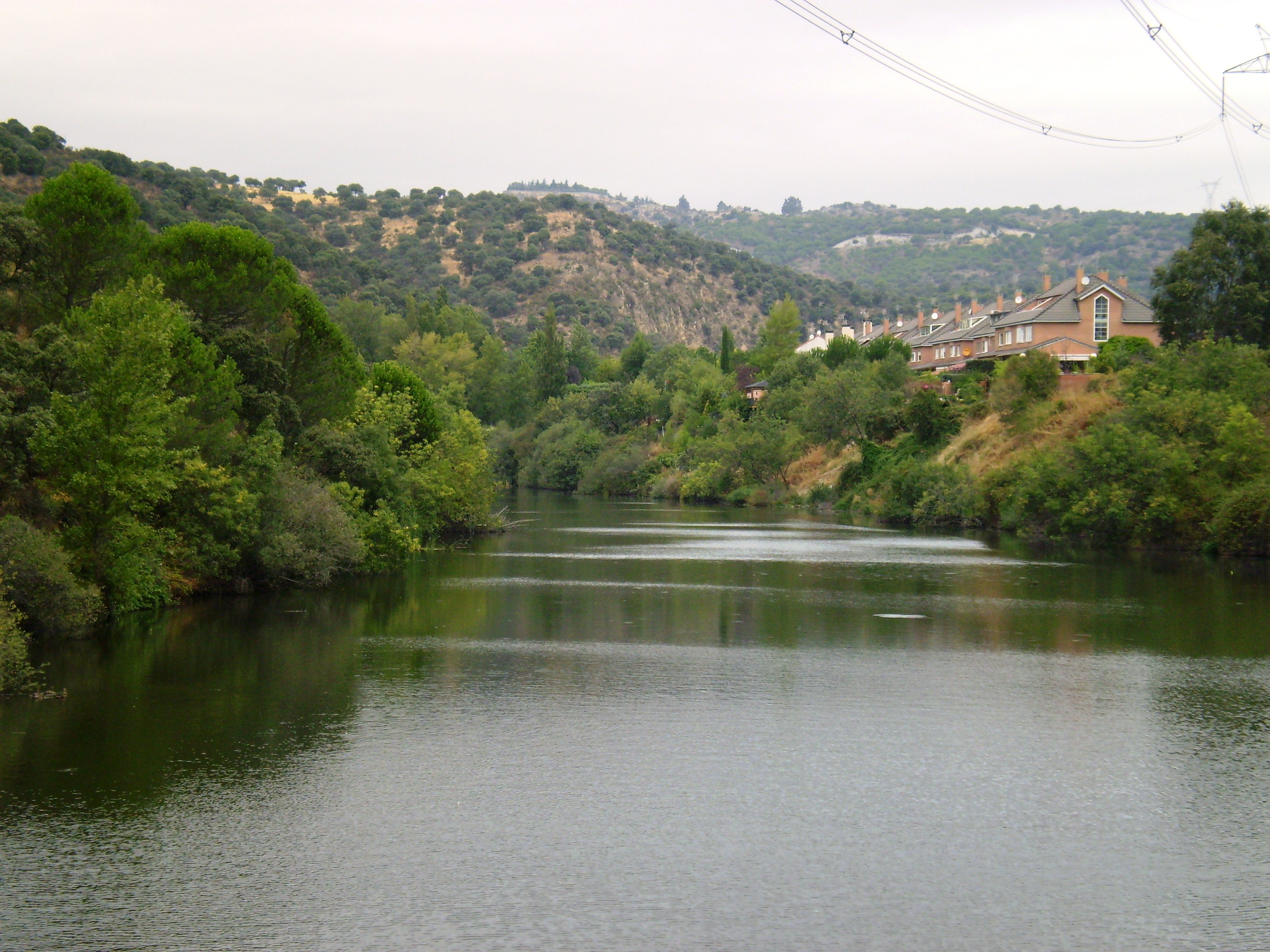
Chalets en la urbanización del Molino de la Hoz (Las Rozas de Madrid), junto al embalse del mismo nombre, formado por el río Guadarrama.

El Parque Regional se creó en 1999, según Ley 20/1999, de 3 de mayo (B.O.C.M. 24/05/1999), que ha tenido varias modificaciones en años posteriores.
Está gestionado por una Junta Rectora, encargada de planificar y llevar a cabo el Plan de Ordenación de los Recursos Naturales del Parque Regional (P.O.R.N.), aprobado mediante los decretos 26/1999, de 11 de febrero, y 124/2002, de 5 de julio.
Por su parte, el embalse de Valmayor, uno de los principales parajes de este espacio natural, cuenta con un nivel de protección adicional, regulado por la Ley 7/1990, de 28 de junio, de Protección de embalses y zonas húmedas de la Comunidad de Madrid. En concreto, quedan protegidas las 775 hectáreas que conforman su superficie acuática, a las que se añaden 877 hectáreas correspondientes a su entorno inmediato. En total, 1652 hectáreas.
Queda fuera de esta última figura legal el embalse del Molino de la Hoz, construido sobre el río Guadarrama —en el término de Las Rozas de Madrid—, dada su titularidad privada. Está situado en la urbanización del mismo nombre.

## Geografía urbana

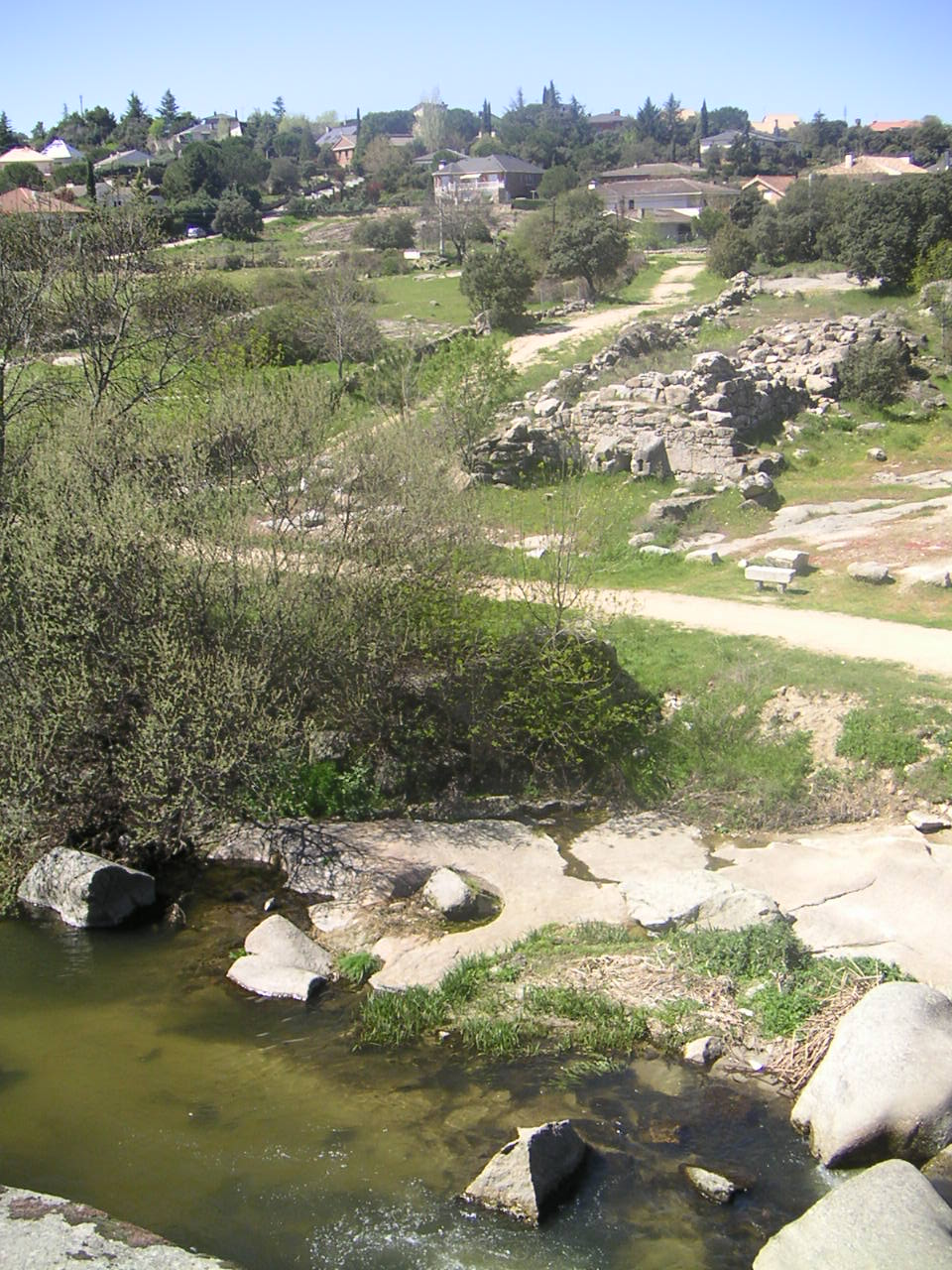
Vista de La Navata, Galapagar, núcleo de población próximo al parque.

El Parque se constituyó para preservar los diferentes ecosistemas que integra el río Guadarrama, así como su valor paisajístico, de la presión urbanística. Se trata de una de las zonas con mayor número de urbanizaciones de toda la provincia, que llegan incluso hasta el curso del río.
Éstas son especialmente numerosas en su tramo septentrional (caso de Parquelagos, La Navata, Molino de la Hoz o El Gasco), así como en su parte media (como El Encinar de Las Rozas de Madrid, Villafranca del Castillo o El Bosque). En la zona meridional, aparecen, incluso, asentamientos ilegales, construidos al borde mismo del Guadarrama, algunos de ellos de carácter chabolista. Los municipios de Móstoles, Navalcarnero y Arroyomolinos son los más afectados por este tipo de núcleos urbanos.
De ahí su configuración a modo de una larga y estrecha franja, dada la proximidad de conjuntos residenciales a las riberas, lo que impedía extender el nivel de protección a un ancho mayor.
El Parque Regional del curso medio del río Guadarrama y su entorno discurre por diecinueve términos municipales, que se relacionan a continuación por orden alfabético: El Álamo, Arroyomolinos, Batres, Boadilla del Monte, Brunete, Colmenarejo, Galapagar, Majadahonda, Moraleja de Enmedio, Móstoles, Navalcarnero, Las Rozas de Madrid, Serranillos del Valle, Sevilla la Nueva, Torrelodones, Valdemorillo, Villanueva de la Cañada, Villanueva del Pardillo y Villaviciosa de Odón.
Villaviciosa de Odón es el principal municipio de referencia del Parque Regional. Más de 3700 hectáreas de su término se encuentran integradas en el mismo, lo que supone el 20% de todo el espacio protegido, la máxima contribución de todas las poblaciones incluidas. Le siguen Galapagar, con 2218 hectáreas (el 11,9%), y Colmenarejo, con 1921 (el 10,3%).
Sin embargo, las áreas de mayor interés ecológico se localizan en Villanueva del Pardillo, así como en Galapagar, Colmenarejo, Valdemorillo y Batres.
El 90% de la superficie del Parque Regional del curso medio del río Guadarrama y su entorno se encuentra en manos privadas.

## Geografía física

### Geología

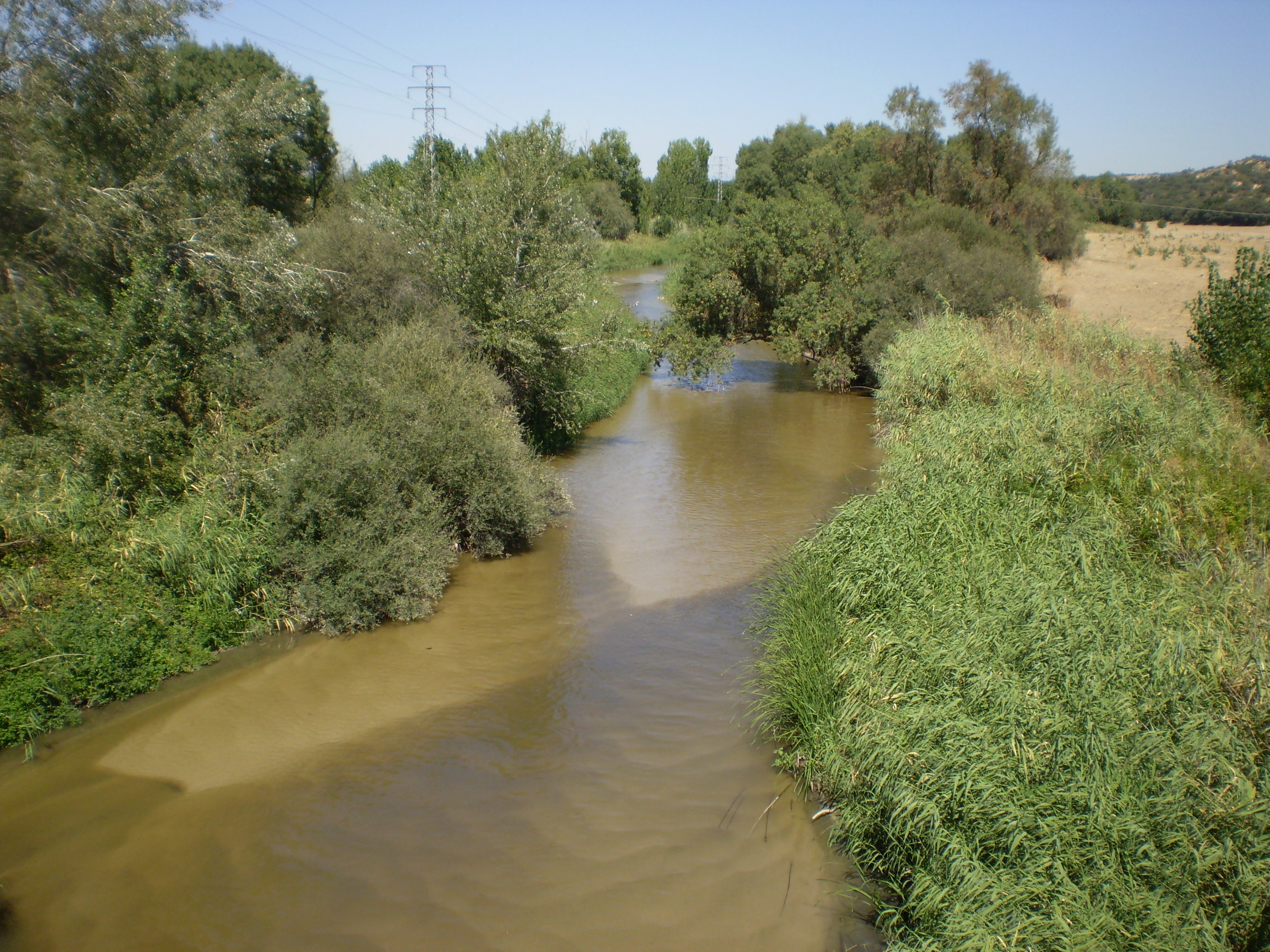
El río Guadarrama, en una campiña detrítica cerca de Batres, dentro del Parque Regional.

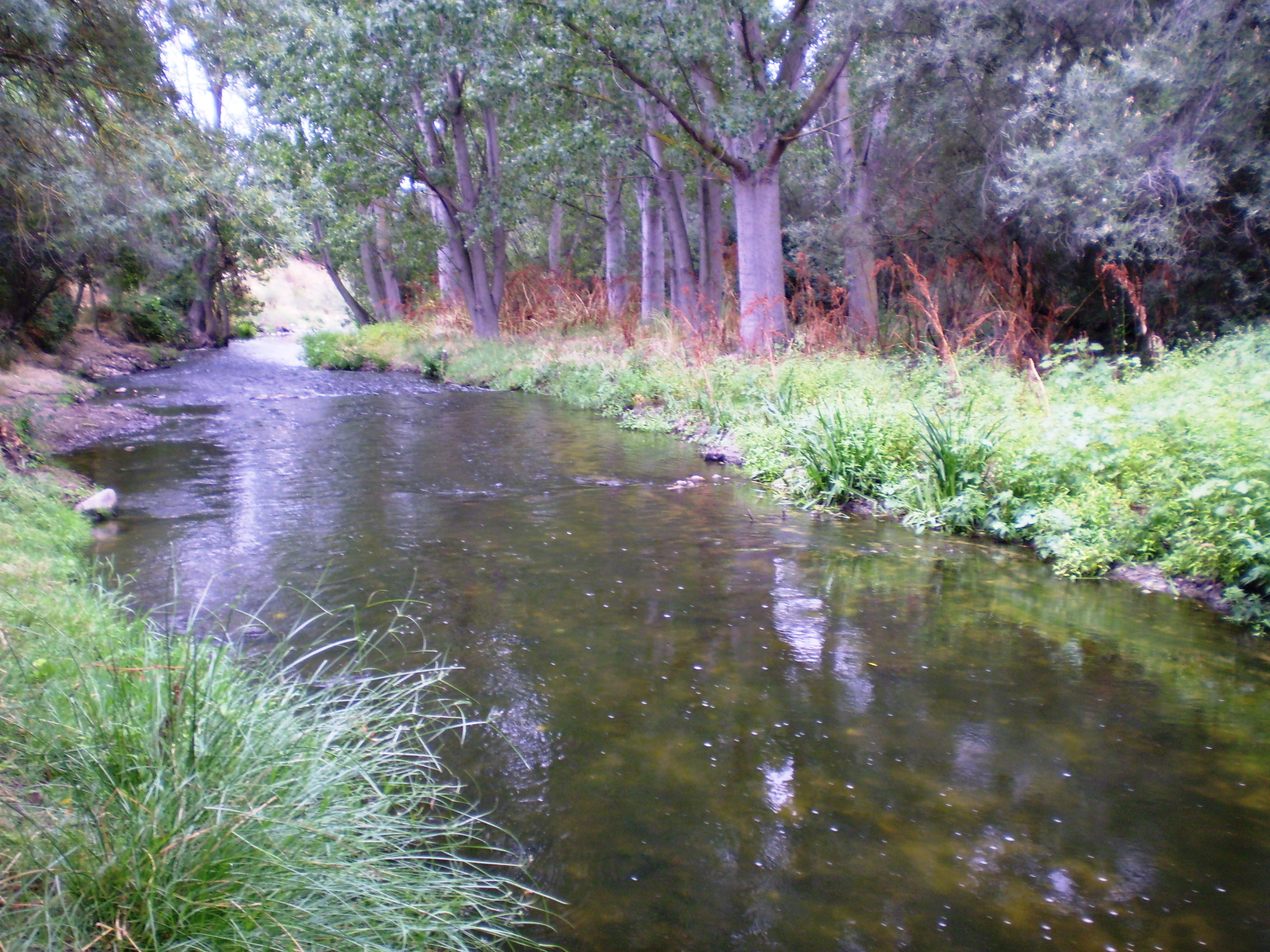
Vegetación típica de ribera en torno al río Guadarrama, en el término de Las Rozas de Madrid, cerca del Puente del Retamar.

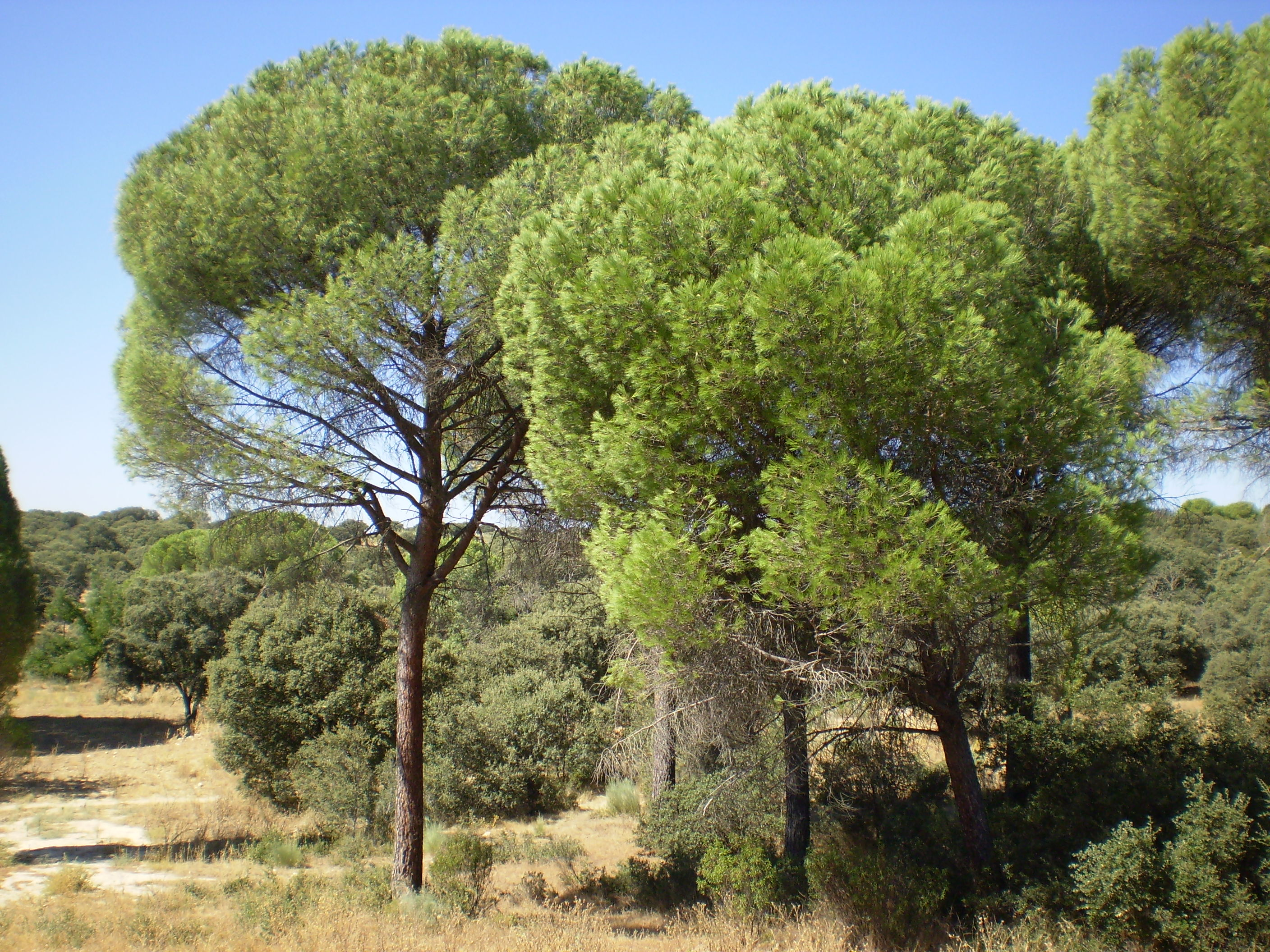
Pinos de repoblación en un encinar del término municipal de Sevilla la Nueva.

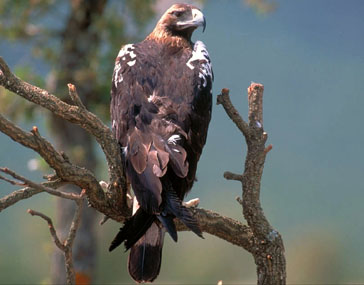
El águila imperial ibérica, una de las especies avícolas más amenazadas del mundo, anida en diversos puntos del Parque.

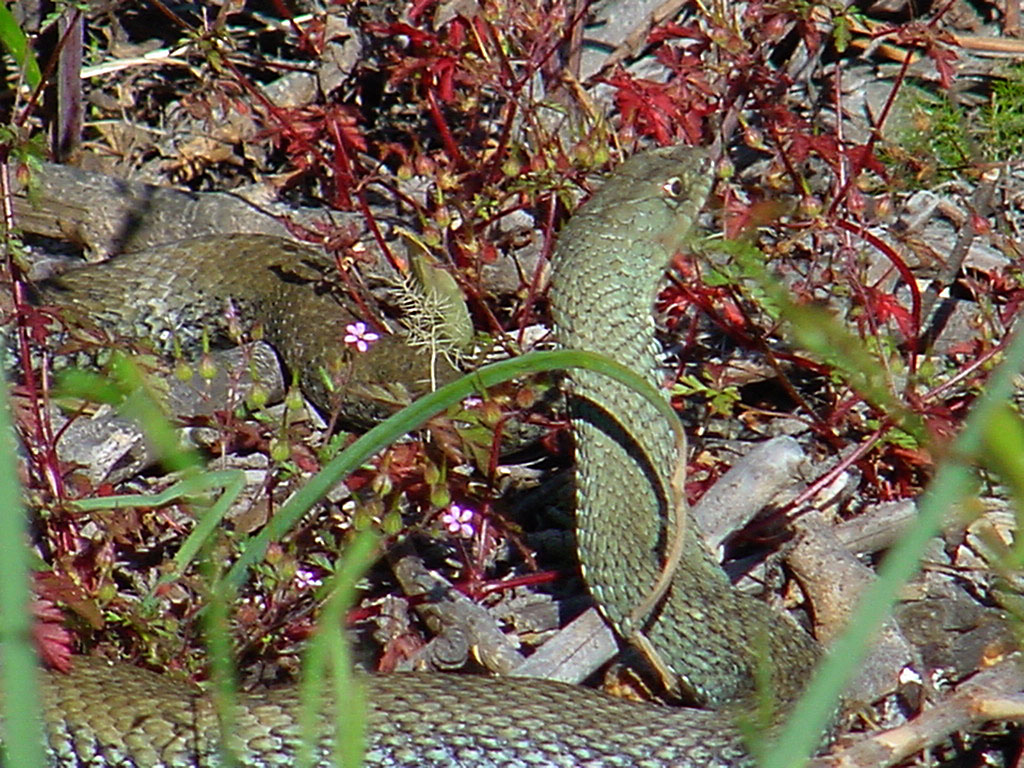
Los encinares del Parque reúnen diferentes poblaciones de culebra bastarda.

En términos geológicos, el Parque atraviesa dos de las tres unidades de relieve que presenta la Comunidad de Madrid: la Rampa de la Sierra y la llanura arenosa de la depresión del Tajo. A lo largo de sus 50 km de longitud, se salvan aproximadamente 350 m de desnivel, que van desde los 941 m del puerto de Galapagar —la máxima altitud— hasta los 600 m de las campiñas de Batres —la mínima—.
La pendiente más pronunciada se encuentra en la denominada falla de Torrelodones, situada en el municipio homónimo —cerca de su límite con Las Rozas de Madrid—, que sirve de transición entre las citadas unidades geológicas.
Mediante esta falla, se pasa de una altura de 941 m (en los Altos del Ahijón, en el puerto de Galapagar) a los 675 m de la presa de El Gasco, ubicada en la confluencia de los términos de Torrelodones, Galapagar y Las Rozas de Madrid. El río Guadarrama se encaja en esta zona, configurando un desfiladero.
Desde un punto de vista geomorfológico, la parte septentrional del Parque integra formaciones graníticas y materiales de gneis, presentes en los términos de Galapagar, Colmenarejo, Valdemorillo y Torrelodones, situados en la Rampa de la Sierra.
En los quince municipios restantes por los que discurre el Parque, el paisaje se caracteriza por campiñas detríticas y vegas, formadas a partir de los depósitos aluviales del cuaternario, a través de inundaciones y flujos de barro. Los materiales areno-arcillosos rellenan la antigua depresión sobre la que se encuentra la mayor parte de la cuenca del Guadarrama.
Los aluviones son frecuentes en el curso medio de este río. Se originaron hace dos millones de años y están constituidos por arenas blancas, con un alto componente de cuarzo. También hay numerosas terrazas, que aparecen preferentemente en la margen derecha del río. Son resultado de lentos procesos de sedimentación y erosión, que fueron profundizando el cauce hasta dejar colgados los depósitos.
Las cárcavas, oquedades producidas por la erosión laminar, son abundantes en la zona meridional del Parque. Especialmente singulares son las Cárcavas del Arenal, en el término municipal de Batres.

### Flora
El Parque Regional del curso medio del río Guadarrama y su entorno presenta cinco grandes tipos de ecosistemas: los sotos y riberas, los encinares, los matorrales y pastizales, los pinos y los cultivos de secano.
Estos ecosistemas han sido clasificados por el P.O.R.N en nueve grandes zonas, en función de su localización en las dos unidades geomorfológicas sobre las que se asienta el Parque:
- Sotos y vegas de los ríos Guadarrama y Aulencia;
- Encinares sobre la Rampa de la Sierra;
- Masas mixtas de encina y pino sobre la Rampa de la Sierra;
- Etapas de sustitución del encinar sobre la Rampa de la Sierra;
- Encinares sobre la campiña detrítica;
- Etapas de sustitución del encinar sobre la campiña detrítica;
- Masas mixtas de encina y pino sobre la campiña detrítica;
- Pinares de repoblación sobre la campiña detrítica;
- Cultivos de secano sobre la campiña detrítica.

### Fauna
En los encinares, tanto densos como adehesados, habitan aves nidificantes e invernantes, entre las que destaca especialmente el águila imperial ibérica, una de las especies avícolas más amenazadas del mundo. El águila culebrera, el águila calzada, el azor, el buitre negro, el búho real y la cigüeña negra mantienen importantes poblaciones en diversos parajes del Parque Regional.
Los reptiles más representativos de este ecosistema son la salamanquesa, el lagarto ocelado, la lagartija ibérica, la lagartija colilarga, la culebra de escalera y la culebra bastarda. En cuanto a los mamíferos, los encinares sirven de hábitat a conejos, ginetas, jabalíes, tejones, zorros, erizos y murciélagos, además de a gatos monteses.
La vegetación de ribera esconde numerosos anfibios (sapo común, sapo partero común, sapillo pintojo, sapo de espuela, sapo corredor, rana común, gallipato y rana de San Antón), así como reptiles. Entre estos últimos, figuran el galápago leproso, la culebra viperina y la culebra de collar.
Aves acuáticas como el zampullín chico, el somormujo lavanco, el ánade real, la garza real o el martín pescador son otras especies animales de los sotos y riberas. El embalse del Molino de la Hoz, por su parte, integra una colonia de unos veinte cormoranes, que acuden anualmente al paraje.
La acción del hombre ha creado extensas áreas de cultivo y eriales, donde se reúnen diversas especies cinegéticas. Aquí destacan mamíferos como la liebre y el conejo, además de aves como la perdiz. También hay poblaciones de aves esteparias como la avutarda, el sisón, el alcaraván, la ortega y la ganga.

## Lugares destacados

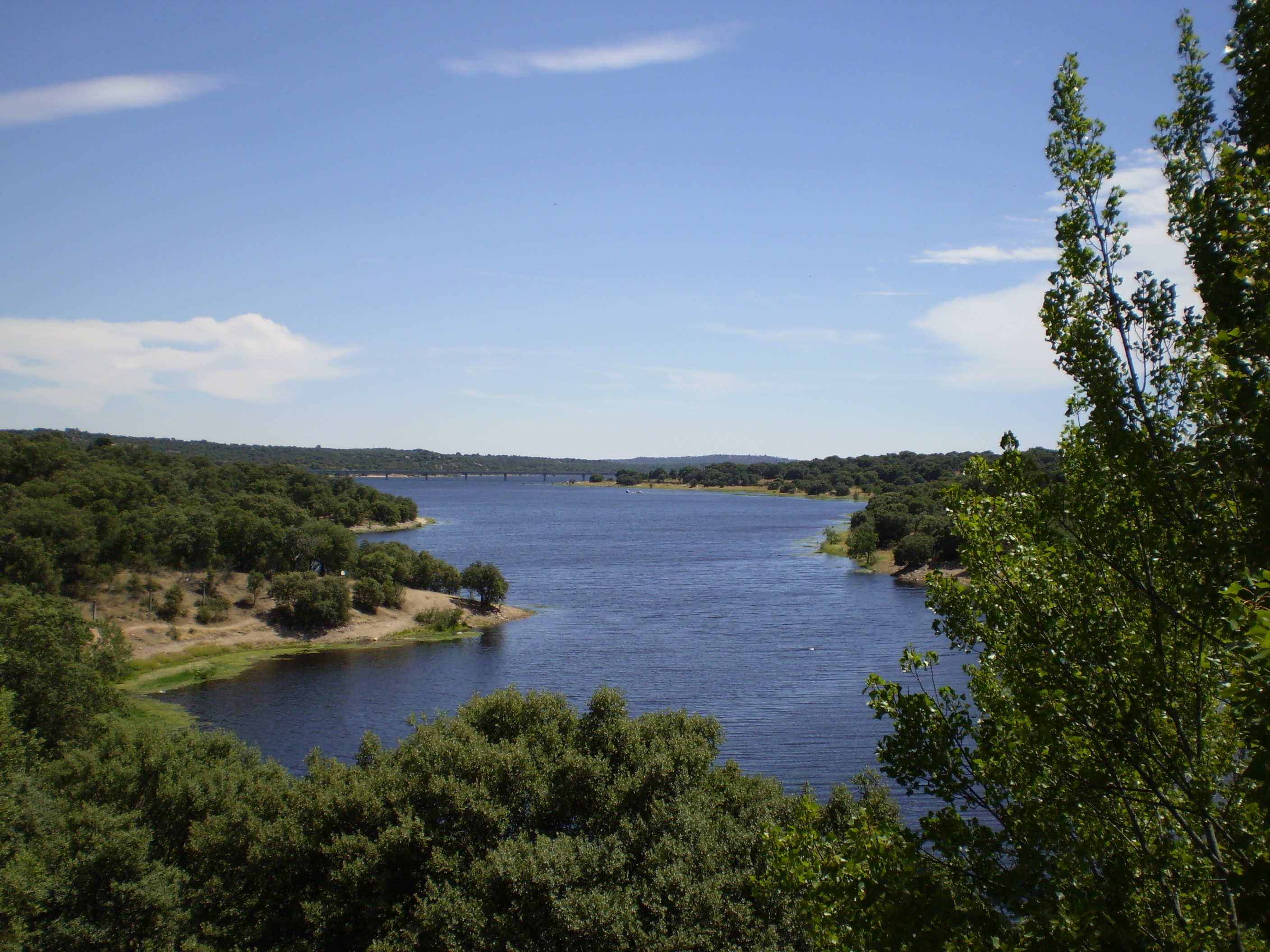
Vista parcial del embalse de Valmayor, integrado en el Parque Regional.

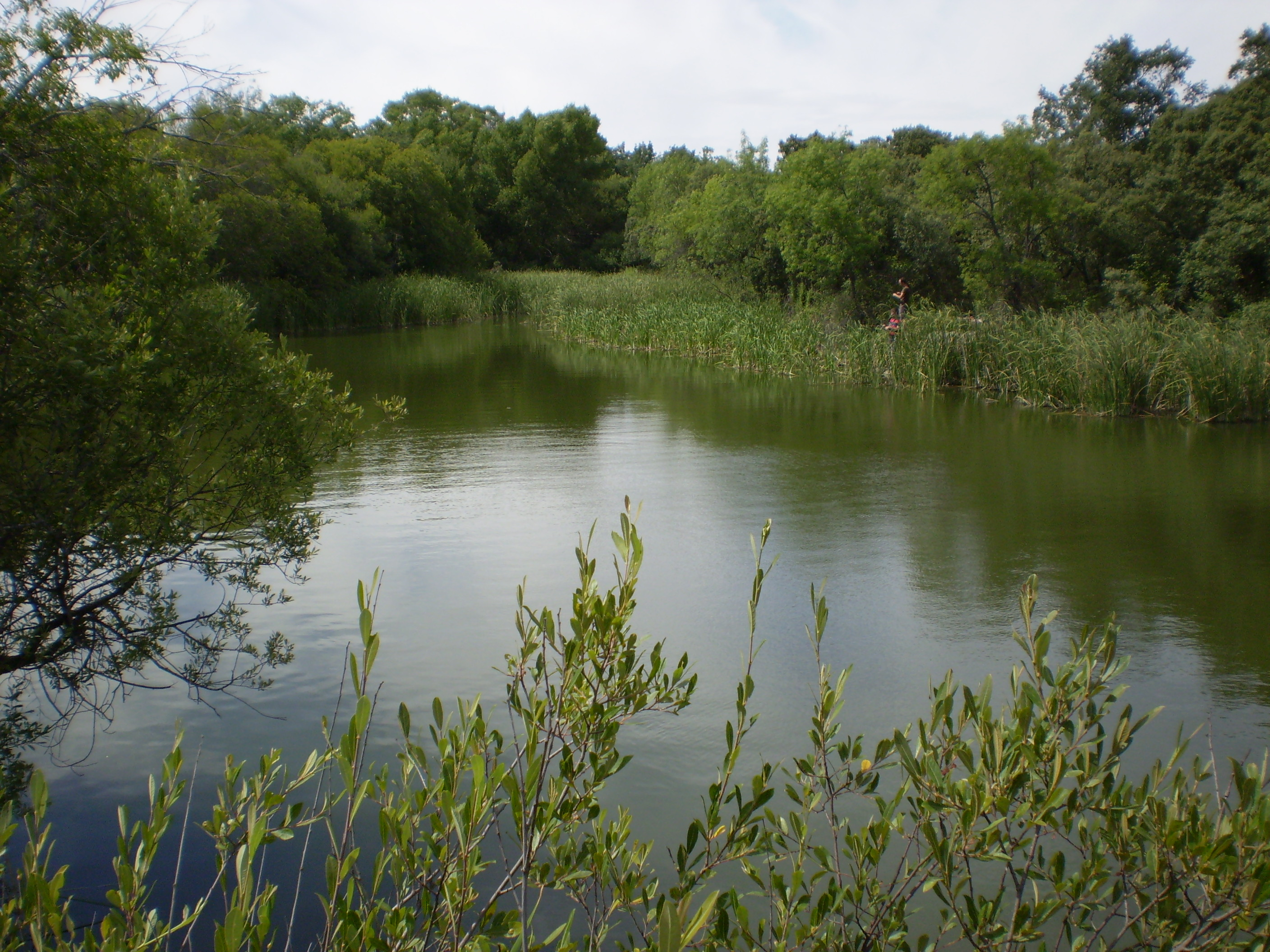
Sotos del río Aulencia, el principal afluente del Guadarrama.

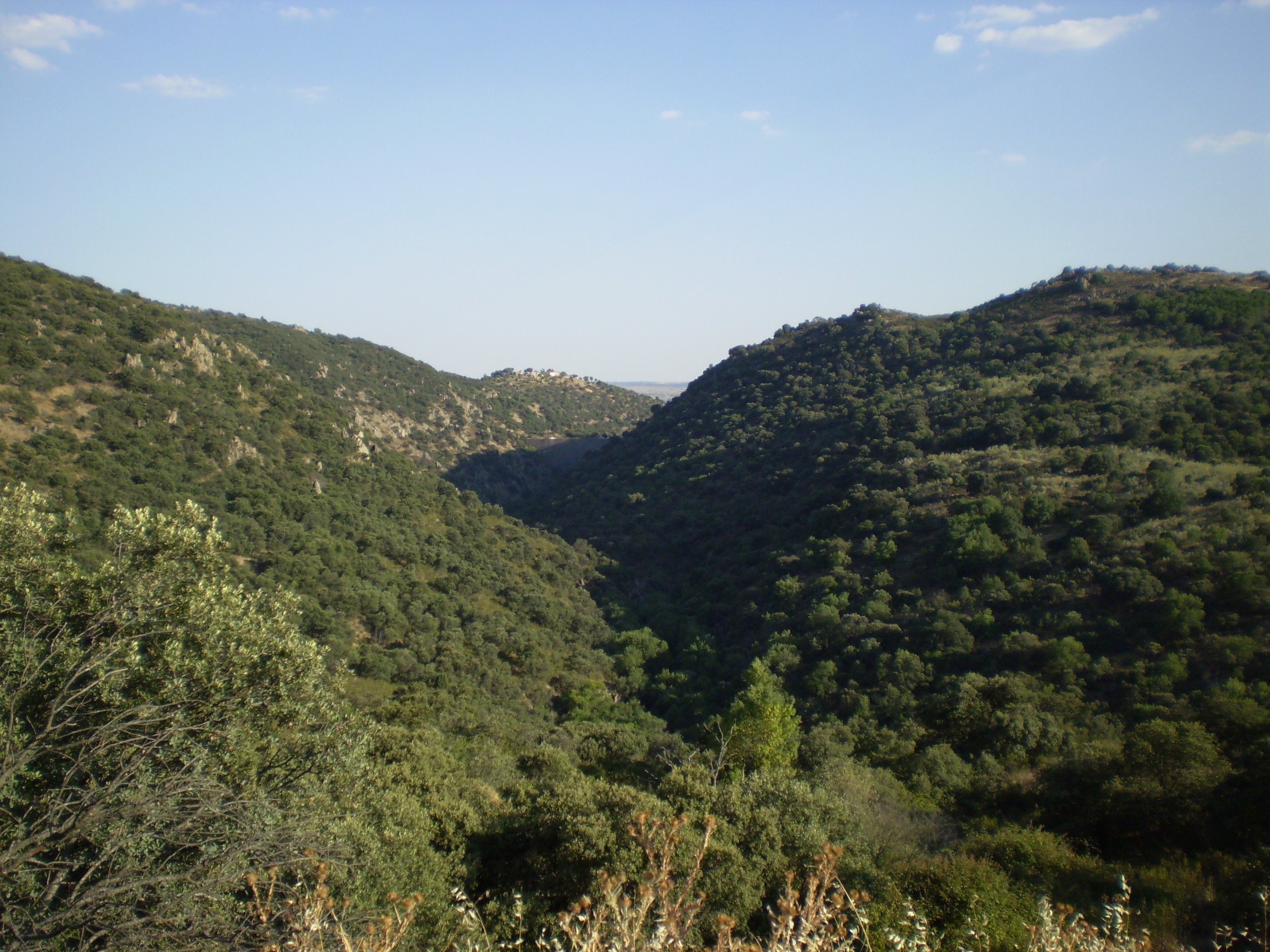
Monte de El Gasco (Torrelodones), uno de los parajes del Parque Regional.

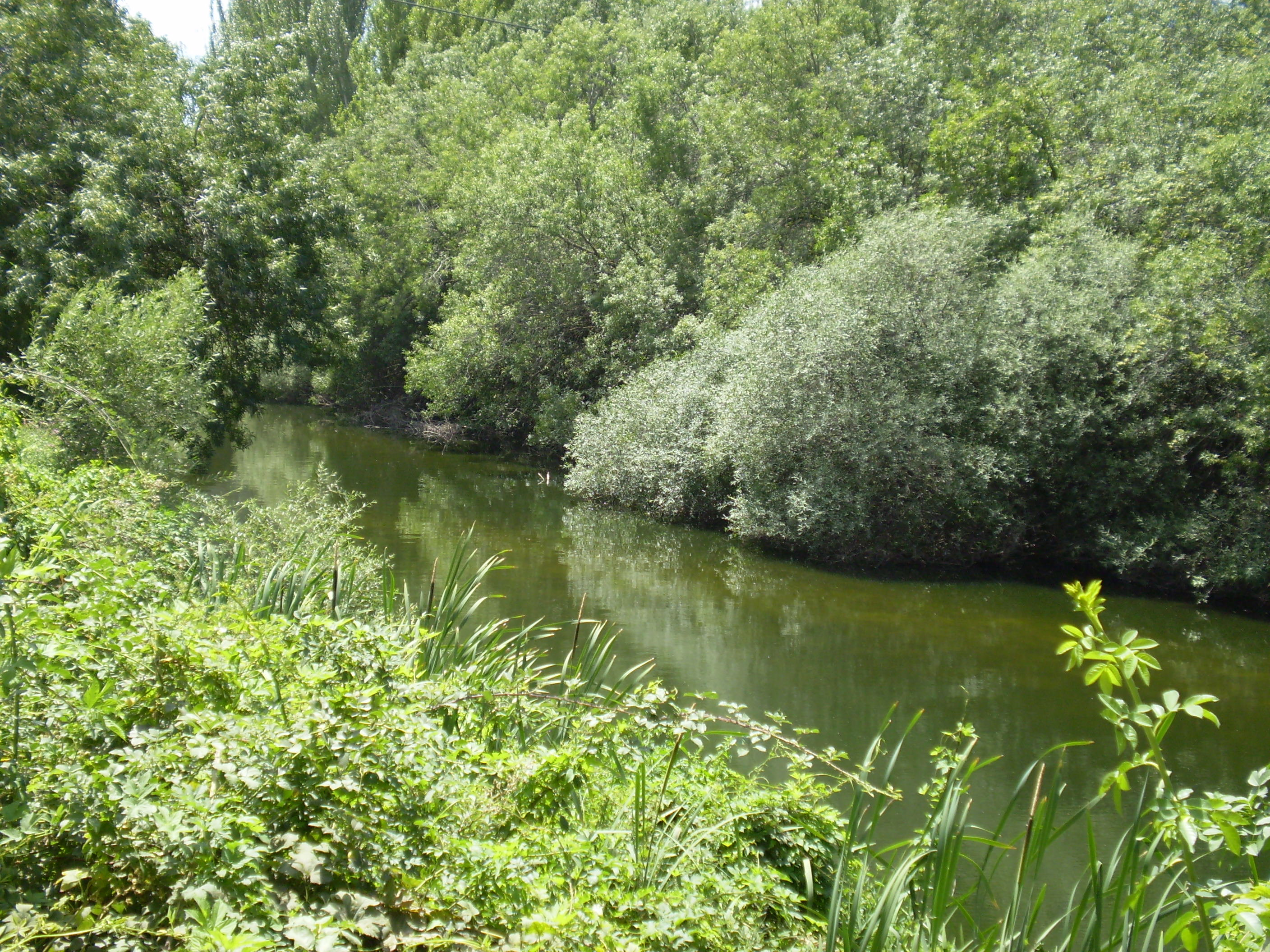
Remanso del río Guadarrama en Torrelodones.

El Parque posee varios niveles de protección, definidos a partir del estado de conservación de los distintos parajes incluidos. Las zonas que cuentan con el grado máximo coinciden, salvo alguna que otra excepción, con la siguiente clasificación:
- Sotos y vegas de los ríos Guadarrama y Aulencia;
- Encinares sobre la Rampa de la Sierra;
- Encinares sobre la campiña detrítica;
- Masas mixtas de encina y pino sobre la campiña detrítica.

Estas áreas se concentran preferentemente en la parte septentrional y media del Parque Regional. En el tramo meridional, una vez pasado el término municipal de Sevilla la Nueva hasta prácticamente el límite con la provincia de Toledo, el Parque discurre por zonas fuertemente degradadas, muy visibles en los municipios de Móstoles, Arroyomolinos, Navalcarnero y El Álamo. Tan sólo cabe establecer la excepción de Batres.

### Tramo septentrional
Este tramo corresponde a la unidad de relieve de la Rampa de la Sierra. En esta parte, el Parque Regional del curso medio del río Guadarrama y su entorno integra cuatro espacios de gran interés ecológico, dos de ellos articulados en torno al río Aulencia:
- Encinares adehesados del término municipal de Galapagar. Se localizan en la zona más septentrional del Parque Regional. El paraje conocido como Suertes Nuevas se extiende alrededor del embalse de Las Nieves, al que surte de aguas el río Guadarrama. Hacia el sur, aparecen los montes del Nido del Águila y de Peregrinos, asentado, este último, sobre las riberas del arroyo del mismo nombre, afluente por la izquierda del Guadarrama.

- Embalse de Valmayor. Situado sobre el río Aulencia, en los términos de Colmenarejo y Valdemorillo, es una de las principales zonas húmedas de la Comunidad de Madrid. Presenta una vegetación de ribera bien conservada, formada por comunidades de sauces y fresnos, con un sotobosque de plantas nemorales, como botones de oro, aros, nueza negra y brionía. El majuelo, el endrino, la zarzamora, los rosales silvestres y las madreselvas son los arbustos más característicos. En las zonas anegadas, predominan el cárex y gran cantidad de gramíneas.

- Sotos del Aulencia. Una vez sobrepasado el embalse de Valmayor, el río Aulencia atraviesa los términos de Colmenarejo y Valdemorillo, rodeado de bosques de ribera y encinares. Entre estos últimos, destacan el Monte de Garnica, en la primera localidad, y el Cerro Peral, en la segunda.

- Altos del Ahijón y Monte de El Gasco. Ambos parajes, ubicados en Galapagar y Torrelodones, respectivamente, configuran uno de los encajamientos más pronunciados del río Guadarrama. Albergan encinares densos, en una zona de difícil accesibilidad. Salvado este punto, el río abandona el suelo granítico de la Rampa de la Sierra y se adentra en la llanura detrítica, característica de la Submeseta Sur, a través de la falla de Torrelodones.

### Tramo medio
En esta parte, definida geomorfológicamente por llanuras detríticas, han recibido la máxima protección legal diferentes zonas de encinar denso y adehesado y de pinares de repoblación:
- Encinar de Las Rozas de Madrid y Monte Verde. A pesar de estar rodeados por numerosas urbanizaciones, ambos enclaves mantienen un buen estado de conservación.

- La Dehesa. Se sitúa en el término municipal de Majadahonda, alrededor de varios arroyos, afluentes del río Guadarrama.

- La Mocha y Romanillos. Es una de las masas mixtas de encinar y pinar más extensas de todo el Parque Regional. Estos bosques se encuentran en la confluencia de los ríos Aulencia y Guadarrama, en Villanueva de la Cañada y Boadilla del Monte.

- Dehesa de El Sacedón. Se encuentra en Villaviciosa de Odón, si bien aparecen pequeñas extensiones en Brunete y Sevilla la Nueva.

- Espacio Natural de Protección Temporal del Término Municipal de Sevilla la Nueva. Ubicado en el municipio del mismo nombre, este paraje posee un encinar guadarrámico adehesado muy bien conservado, con importantes colonias de aves rapaces y otras especies de fauna mediterránea.

### Tramo meridional
Es la parte de menor interés medioambiental del Parque, dada su fuerte degradación. La excepción se sitúa en el municipio de Batres, que cuenta con dos enclaves de gran valor ecológico, la Cárcava del Arenal y el Monte de Batres. Este último paraje reúne una fauna avícola de gran relevancia, con especies como el águila imperial, el águila real, el águila perdicera, el buitre negro, el elanio azul, el milano real, el halcón peregrino, el aguilucho pálido y el halcón abejero, esta última de paso.

## Patrimonio artístico

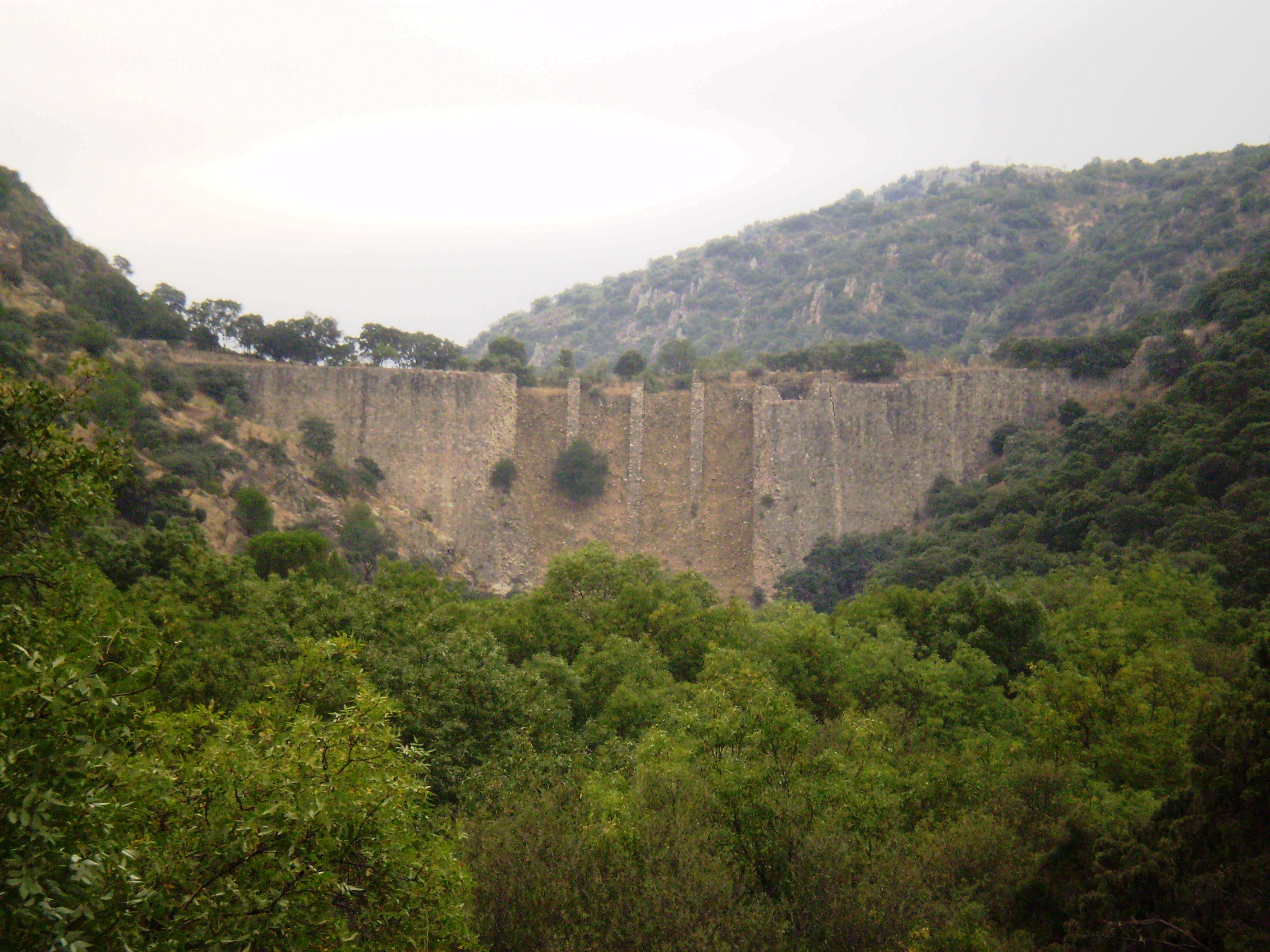
Cara sur de la presa de El Gasco, vista desde el término municipal de Las Rozas de Madrid, cerca de la urbanización Molino de la Hoz.

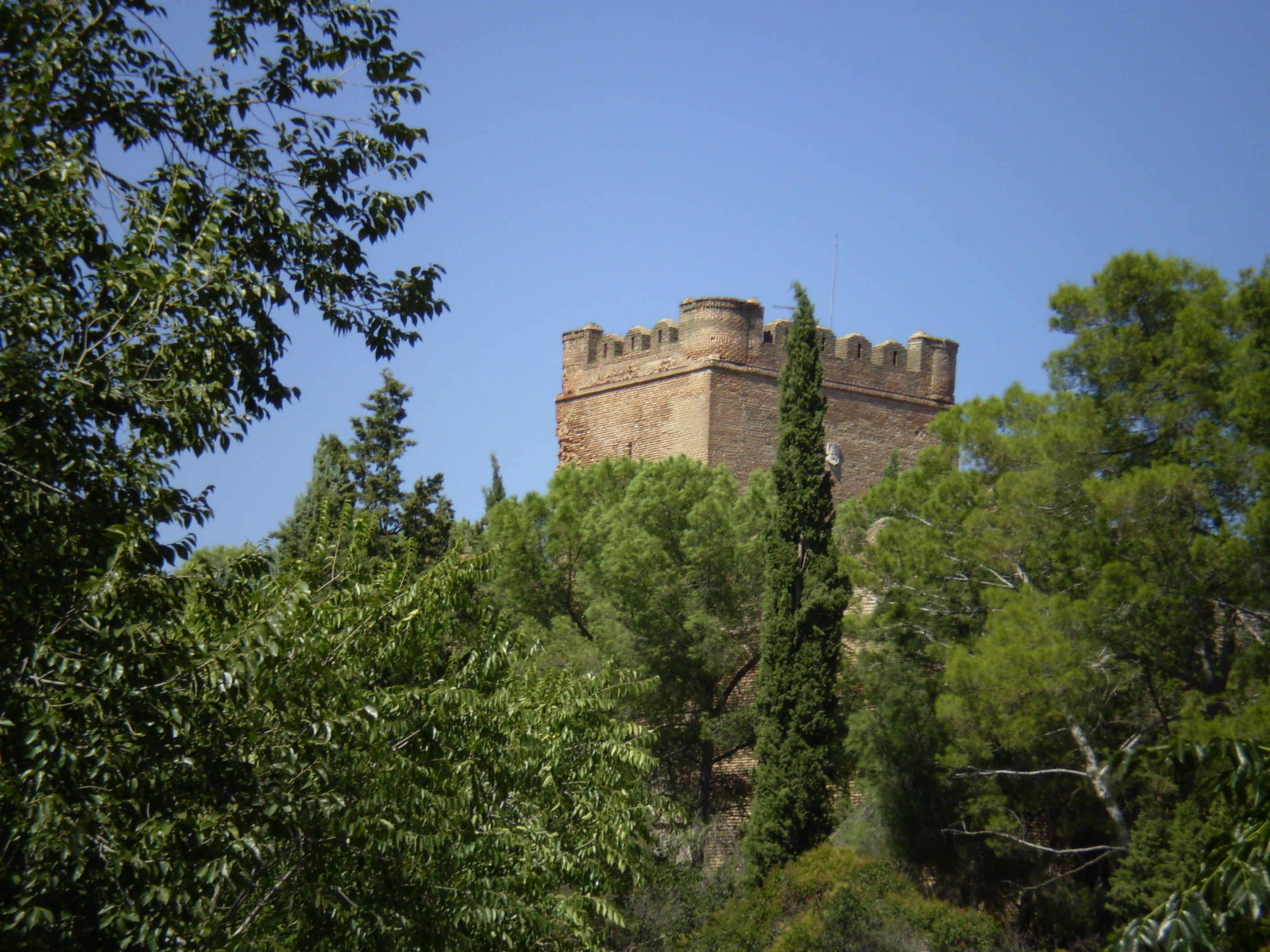
Castillo de Batres, en el pueblo homónimo.

El Parque Regional del curso medio del río Guadarrama y su entorno reúne algunos monumentos y restos arqueológicos de interés histórico-artístico:
- Canal del Guadarrama y presa de El Gasco. Entre el Monte de El Gasco (Torrelodones) y la urbanización Molino de la Hoz (Las Rozas de Madrid), se conservan los restos del canal del Guadarrama, proyecto fallido del siglo XVIII que pretendía comunicar las aguas del Guadarrama con las de los ríos Manzanares y Tajo para hacerlas navegables. Destacan las ruinas de la presa de El Gasco, que hubiese sido el embalse regulador de este canal.[5]

- Castillo de Aulencia. Este castillo, también denominado de Villafranca (por la urbanización de Villafranca del Castillo), está situado en el término municipal de Villanueva de la Cañada, junto a la desembocadura del río Aulencia en el Guadarrama. Fue construido entre 1440 y 1450 y está declarado Bien de Interés Cultural.

- Ruinas de Calatalifa. En Villaviciosa de Odón, en el paraje conocido como Cerro del Miradero, se encuentran las ruinas de la ciudad árabe de Q’alat Halifa (Calatalifa), que fue denominada por los cristianos Calatalia.[6] Antiguamente, el río Guadarrama era llamado Guadarrama de Calatalia, para diferenciarlo del otro Guadarrama (el de Mayrit —Madrid—), como se conocía al Manzanares hasta el siglo XVII, cuando fue bautizado con su actual nombre.

- Castillo de Batres. Este castillo toma su nombre del municipio del mismo nombre. Data del siglo XVI y está declarado Bien de Interés Cultural, junto con la Fuente de Garcilaso y los Secaderos, próximos a su enclave.

- Puentes. El Parque integra puentes de gran valor histórico-artístico, construidos sobre el río Guadarrama. Los más importantes son el de la Alcanzorla y el Puente Nuevo[7] (ambos en Galapagar) y el del Retamar[8] (en Las Rozas de Madrid). El primero fue edificado entre los siglos IX y XI y los otros dos corresponden al XVI y al XVIII, respectivamente.

## Amenazas
Como otros entornos naturales, la dejadez de las administraciones gestoras supone la principal amenaza, permitiendo situaciones como la acumulación de lodos tóxicos durante años